# Тит Помпоний Аттик
Тит Помпо́ний А́ттик (лат. Titus Pomponius Atticus, после 58 года до н. э. — Квинт Цеци́лий Помпониа́н Аттик лат. Quintus Caecilius Pomponianus Atticus; родился около 110 года до н. э. — 32 до н. э.) — древнеримский публикан и эпикуреец, наиболее известный как близкий друг Марка Туллия Цицерона, от переписки с которым сохранилось более 200 писем.

## Биография
Тит Помпоний происходил из всаднического рода Помпониев, который традиционно возводил своё происхождение к Нуме Помпилию. Аттик и Марк Туллий Цицерон познакомились около 90 года до н. э., изучая право у Квинта Муция Сцеволы «Авгура» до смерти последнего около 87 года. Во время добровольного изгнания Цицерона после дела Росция Тит находился в Афинах, где Марк Туллий продолжал учёбу. Активная переписка между Аттиком и Цицероном началась после возвращения талантливого оратора в Рим: Аттик (этот когномен он принял, так как значительную часть жизни провёл в Греции) остался в Афинах, занимаясь финансами и книготорговлей. Около 58 года до н. э. скончался дядя Аттика, Квинт Цецилий, согласно составленному завещанию усыновивший племянника и оставивший ему крупное наследство. В результате, Аттик перешёл в род Цецилиев, при этом получив имя Квинт Цецилий Помпониан Аттик.
Аттик помогал равнявшемуся на нобилитет Марку Цицерону обустроить виллу в Тускуле, присылая элементы отделки или советуя их. Параллельно Аттик рекомендовал Цицерона другим финансистам в Риме для обеспечения друга деньгами. В одном из писем Марк Туллий просит Аттика: «…отправляй, пожалуйста, мне в возможно большем числе и возможно скорее и гермы, и статуи, и прочее, что покажется тебе достойным и того места, и моего усердия, и твоего тонкого вкуса, особенно же то, что ты сочтёшь подходящим для гимнасия и ксиста».
Великий оратор также неоднократно просил Аттика присылать ему некоторые книги для чтения: в частности, в 67 году до н. э. он просил своего друга собрать библиотеку для своей новой тускульской усадьбы.
Известно, что Аттик, наряду с другими влиятельными римлянами, владел отрядом гладиаторов.
Марк Туллий Цицерон и Помпоний породнились путём брака сестры Аттика, Помпонии, и младшего брата оратора, Квинта.